# Greben
Greben (angl. reef) je lahko:
- kopasta ali podolgovata tvorba na morskem dnu, ki jo gradijo skeleti koral, hidrozojev, rudistov, spužev, mahovnjakov;
- dvignjena podolgovata tvorba na morskem dnu, nastala na stikih litosferskih plošč;
- dvignjena podolgovata tvorba na skeletnih elementih organizmov, npr. na loputah školjk, kosteh vretenčarjev.

Številni grebeni so posledica naravnih, abiotičnih procesov - nanašanje peska, erozija valov, ki planira navzdol kamnite izrastke itd. - obstajajo pa tudi grebeni, kot so koralni grebeni tropskih voda, ki jih tvorijo biotski procesi, v katerih prevladujejo korale in koralne alge in umetni grebeni, kot so brodolomi in druge antropogene podvodne strukture, ki se lahko pojavijo namerno ali kot posledica nesreče in imajo včasih načrtovano vlogo pri povečanju fizične kompleksnosti dna brez značilnosti, da bi privabili bolj raznoliko združbo organizmov. Grebeni so pogosto precej blizu površja, vendar vse definicije tega ne zahtevajo.
Največji sistem koralnih grebenov na Zemlji je Veliki koralni greben v Avstraliji, ki je dolg več kot 2300 kilometrov.

## Zuanaje povezave
- Reef Rescue - Smithsonian Ocean Portal
- Coral Reefs of the Tropics Arhivirano 2011-02-19 na Wayback Machine.: facts, photos and movies from The Nature Conservancy
- NOAA Photo Library
- Reef Environmental Education Foundation
- NOS Data Explorer - A portal to obtain NOAA National Ocean Service data
- Reef formation
- Atolls – Distribution, Development and Architecture